# Quintus Iulius Bovius Avitus
Quintus Iulius Bovius Avitus war ein im 2. Jahrhundert n. Chr. lebender Angehöriger des römischen Ritterstandes (Eques).
Durch ein Militärdiplom, das auf den 5. Juli 115 datiert ist, ist belegt, dass Avitus 115 Kommandeur der Ala I Batavorum war, die zu diesem Zeitpunkt in der Provinz Pannonia superior stationiert war.